# Cotana aroa
Cotana aroa är en fjärilsart som beskrevs av George Thomas Bethune-Baker 1904. Cotana aroa ingår i släktet Cotana och familjen Eupterotidae. Inga underarter finns listade i Catalogue of Life.